# Allodia hastata
Allodia hastata är en tvåvingeart som beskrevs av Zaitzev 1992. Allodia hastata ingår i släktet Allodia och familjen svampmyggor. Inga underarter finns listade i Catalogue of Life.